# Тяньюань (титул го)
Тяньюань (кит. 天元) — один из основных китайских титулов го, — аналог японского титула Тэнгэн и корейского титула Чхонвон, проводимый Китайской ассоциацией интеллектуальных видов спорта (Zhongguo Qiyuan) и спонсируемый изданиями New People’s Evening News и New People’s Weiqi Monthly Magazine. Название титула, как и его японского аналога, обозначает центр неба; также этим понятием обозначается центральный пункт на доске для игры в го. Призовой фонд титула составляет 50 000 юаней (около 6 000 долларов). Текущий обладатель титула Тяньюань — профессиональный игрок 9 дана Чэнь Яое. Предварительный этап розыгрыша титула проходит по системе плей-офф; финал происходит в виде серии из трёх матчей между двумя финалистами. Величина коми составляет 7,5 очков; контроль времени составляет по 2 часа и 45 минут основного времени у каждого игрока и пять периодов бёёми по 60 секунд. Победитель в розыгрыше титула Тяньюань отправляется на турнир Тэнгэн (Китай—Корея), где играет серию из трёх матчей с обладателем аналогичного корейского титула.

## Обладатели титула
| Спортсмен  | Годы              |
| ---------- | ----------------- |
| Ма Сяочунь | 1987, 1994—1996   |
| Лю Сяогуан | 1988 — 1990, 1993 |
| Не Вэйпин  | 1991, 1992        |
| Чан Хао    | 1997 — 2001       |
| Хуан Ичжун | 2002              |
| Гу Ли      | 2003 — 2008       |
| Чэнь Яое   | 2009 — 2016       |
| Лянь Сяо   | 2017, 2024        |
| Се Кэ      | 2018              |
| Фан Юнруо  | 2019              |
| Ян Динсинь | 2020              |
| Гу Цзыхао  | 2021              |
| Ми Юйтин   | 2022              |
| Данг Ифэй  | 2023              |
| Ван Синхао | 2025              |